# 金沢大学医療技術短期大学部
金沢大学医療技術短期大学部（かなざわだいがくいりょうぎじゅつたんきだいがくぶ、英語: School of Allied Medical Professions, Kanazawa University）は、石川県金沢市小立野5-11-80に本部を置いていた日本の国立大学である。1972年に設置され、1998年に廃止された。大学の略称は金大医短または医短。

## 概要

### 大学全体
- 石川県金沢市に所在した日本の国立短期大学で、併設元は金沢大学医学部。
- 1972年5月1日をもって3学科を従えて開学。1977年度には専攻科さらに1979年度より2学科を増設し最終的には5学科と1専攻にまで発展した[1]。
- 1995年度の入学生を最後に[注釈 3]、1999年に短期大学としての使命を終える[4]。

### 教育および研究
- 金沢大学医療技術短期大学部は、臨床実習として金沢大学附属病院が活用された。

### 学風および特色
- 金沢大学医療技術短期大学部は金沢大学医学部との交流が深いものとなっていた。そのため、教員は医学部との兼任者が多いものとなっていた。
- 開学当初は、学生募集が 5月と全国の短大でも珍しい例だった。

## 沿革
- 1972年
  - 5月1日 金沢大学医療技術短期大学部が以下の学科体制にて開学[注 2]。
    - 看護科 入学定員80名
    - 診療放射線技術科 入学定員40名
    - 衛生技術科 入学定員40名

  - 5月1日 学生数[7]/定員
    - 看護科 40[注釈 4]/80
    - 診療放射線技術科 34[注 3]/40
    - 衛生技術科 44[注釈 5]/40
- 1973年
  - 5月1日 学生数[8]/定員
    - 看護科 103[注釈 4]/160
    - 診療放射線技術科 59[注 4]/80
    - 衛生技術科 76[注釈 6]/80
- 1975年
  - 5月1日 学生数[9]/定員
    - 看護科 190[注釈 4]/240
    - 診療放射線技術科 103[注 5]/120
    - 衛生技術科 114[注釈 7]/120
- 1976年
  - 4月1日 以下、学科名を改称する[10]。
    - 看護科→看護学科
    - 診療放射線技術科→診療放射線技術学科
    - 衛生技術科→衛生技術科学科
- 1977年
  - 4月1日 専攻科の設置が認められ、以下の課程を設ける[11]。
    - 助産学特別専攻 入学定員20名
- 1978年
  - 4月1日 看護学科に初めて男子学生が入学。
  - 5月1日 学生数[12]/定員
    - 看護学科 225[注釈 8]/240
    - 診療放射線技術学科 118[注 6]/120
    - 衛生技術学科 126[注釈 9]/120
- 1979年
  - 4月1日 以下の学科を新設する[13]。
    - 理学療法学科 入学定員20名
    - 作業療法学科 入学定員20名

  - 5月1日 学生数[14]/定員
    - 看護学科 235[注釈 8]/240
    - 診療放射線技術学科 116[注 7]/120
    - 衛生技術学科 123[注 8]/120
    - 理学療法学科 20[注 9]/20
    - 作業療法学科 20[注釈 10]/20
- 1980年
  - 5月1日 学生数[15]/定員
    - 看護学科 241[注釈 8]/240
    - 診療放射線技術学科 122[注 10]/120
    - 衛生技術学科 119[注 11]/120
    - 理学療法学科 40[注 12]40
    - 作業療法学科 40[注 13]/40
- 1981年
  - 5月1日 学生数[16]/定員
    - 看護学科 235[注釈 4]/240
    - 診療放射線技術学科 115[注 14]/120
    - 衛生技術学科 113[注釈 9]/120
    - 理学療法学科 60[注 15]/60
    - 作業療法学科 59[注 16]/60
- 1985年
  - 5月1日 学生数[17]/定員
    - 看護学科 237[注釈 8]/240
    - 診療放射線技術学科 121[注 17]/120
    - 衛生技術学科 119[注釈 6]/120
    - 理学療法学科 61[注釈 11]/60
    - 作業療法学科 68[注 18]/60
- 1986年
  - 5月1日 学生数[18]/定員
    - 看護学科 241[注釈 8]/240
    - 診療放射線技術学科 127[注 19]/120
    - 衛生技術学科 120[注釈 12]/120
    - 理学療法学科 59[注釈 11]/60
    - 作業療法学科 60[注 20]/60
- 1987年
  - 5月1日 学生数[19]/定員
    - 看護学科 243[注釈 4]/240
    - 診療放射線技術学科 128[注 21]/120
    - 衛生技術学科 118[注 22]/120
    - 理学療法学科 67[注 23]/60
    - 作業療法学科 64[注釈 9]/60
- 1992年
  - 5月1日 学生数[注 24]/定員
    - 看護学科 243[注釈 4]/240
    - 診療放射線技術学科 121[注 25]/120
    - 衛生技術学科 120[注釈 12]/120
    - 理学療法学科 73[注 26]/60
    - 作業療法学科 61[注釈 13]/60
- 1995年
  - 4月1日 この年度をもって短期大学としての学生募集を最後とする[注釈 3]。
  - 5月1日 学生数[22]/定員
    - 看護学科 244[注釈 4]/240
    - 診療放射線技術学科 121[注 27]/120
    - 衛生技術学科 123[注釈 5]//120
    - 理学療法学科 64[注 28]/60
    - 作業療法学科 64[注釈 10]/60
- 1996年
  - 5月1日 学生数[23]/定員
    - 看護学科 163[注釈 4]/160
    - 診療放射線技術学科 80[注 29]/80
    - 衛生技術学科 82[注釈 8]/80
    - 理学療法学科 43[注 30]/40
    - 作業療法学科 41[注釈 13]/40
- 1997年
  - 5月1日 学生数[24]/定員
    - 看護学科 75[注釈 4]80
    - 診療放射線技術学科 43[注釈 7]/40
    - 衛生技術学科 41[注釈 4]/40
    - 理学療法学科 21[注釈 13]/20
    - 作業療法学科 23[注釈 8]/20
- 1998年
  - 5月1日 学生数[25]/定員
    - 看護学科 1[注釈 4]/-
    - 作業療法学科 1[注釈 4]/-
- 1999年
  - 3月31日 左記をもって正式に廃止となる[4]。

## 基礎データ

### 所在地
- 石川県金沢市小立野5-11-80[注釈 1]

### 象徴
- 金沢大学医療技術短期大学部のカレッジマークは金沢大学と同じものを用いていた。

## 教育および研究

### 組織

#### 学科
- 看護学科 入学定員80名[注釈 14]
- 診療放射線技術学科 入学定員40名[注釈 14]
- 衛生技術学科 入学定員40名[注釈 14]
- 理学療法学科 入学定員20名[注釈 14]
- 作業療法学科 入学定員20名[注釈 14]

#### 専攻科
- 助産学特別専攻 入学定員20名[注 31]

#### 別科
- なし

#### 取得資格について
受験資格
- 看護師：看護学科
- 診療放射線技師：診療放射線技術学科
- 臨床検査技師：衛生技術学科
- 理学療法士：理学療法学科
- 作業療法士：作業療法学科
- 助産婦：専攻科特別専攻にて

### 研究
- 『金沢大学医療技術短期大学部紀要』[注釈 2]

## 大学関係者と組織

### 大学関係者一覧

#### 大学関係者
歴代学長
- 豊田文一
- 金子曽政
- 本陣良平
- 青野茂行
- 岡田晃

#### 出身者
- 水口和代：1986年、作業療法学科卒業。現在、愛知医療学院短期大学作業療法学専攻講師。

## 施設

### キャンパス
- 設備：医学部キャンパス内に短大独自の校舎があった。

## 対外関係

### 系列校
- 金沢大学

## 卒業後の進路について

### 就職について
- 全学科とも金沢大学附属病院ほか、医療機関への就職者が多いものとなっていた。

### 編入学･進学実績
- 金沢大学医療技術短期大学部専攻科への進学実績があったものとみられる。